# Жонсьник-Влосцянський
Жонсьник-Влосцянський (пол. Rząśnik Włościański) — село в Польщі, у гміні Вонсево Островського повіту Мазовецького воєводства.
Населення — 123 особи (2011).
У 1975-1998 роках село належало до Остроленцького воєводства.

## Демографія
Демографічна структура станом на 31 березня 2011 року:
|          | Загалом | Допрацездатний вік | Працездатний вік | Постпрацездатний вік |
| -------- | ------- | ------------------ | ---------------- | -------------------- |
| Чоловіки | 58      | 14                 | 33               | 11                   |
| Жінки    | 65      | 19                 | 30               | 16                   |
| Разом    | 123     | 33                 | 63               | 27                   |